# Берколайко, Марк Зиновьевич
Берколайко Марк Зиновьевич — российский и советский писатель.

## Биография
Берколайко Марк Зиновьевич родился в Баку, Азербайджан. Отец — Берколайко Зиновий Маркович (02.05.1911 — 26.07.1983) — доцент, кандидат экономических наук, специалист в области экономики нефтедобычи и экономики строительства. Мать — Аврутина Матильда Григорьевна (09.02.1913 — 02.07.2001) — инженер — экономист.
В 1962 году окончил в Баку среднюю школу и тогда же поступил на первый курс механико-математического факультета Азербайджанского государственного университета, который окончил с отличием в 1967 году, получив квалификацию математик, учитель математики.
Кандидат физико-математических наук (1973), доктор физико-математических наук (1989). С 1968 по 1998 год — аспирант, доцент, профессор кафедры высшей математики Воронежского инженерно-строительного института, затем до 2015 года — профессор кафедры финансов и кредита Воронежского государственного университета. Параллельно, с 1997 года по настоящее время — генеральный директор, директор по развитию, член Совета директоров ряда консалтинговых, инвестиционных и производственно-сервисных компаний.
Семья: Сестра Берколайко Наталья Зиновьевна (р. 14.10.1936) — химик-технолог. Женат, трое детей, трое внуков.

## Литературная деятельность
Литературная деятельность началась в 1972 году с совместных с Григорием Розенбергом коротких рассказов («Литературная газета», «Юность», «Одесский комсомолец», «Крокодил», публикации за рубежом), эстрадных миниатюр для радио и телевидения.
В 1985—1990 годах писал пьесы и сценарии. Радиоспектакль «Призы» по пьесе, написанной в 1990 г. совместно с Владимиром Лещинским, получил премию Всесоюзного радио. 
С 2005 года занялся прозой.

## Книги
- «Бруткевич и вечер» (пьесы, киноповесть, рассказы, статьи) 2005, Воронеж, изд-во «Дважды Два».
- «Партия» (одноименный роман и повесть «Седер на Искровской») 2010, Москва, изд-во «Анаграмма»;
- переиздание 2012, Воронеж, изд-во им. Болховитинова.
- «Гомер» (одноименный роман, пьесы «Падение индекса Доу-Джонса», «Призы») 2012, Воронеж, изд-во им. Болховитинова; переиздание «Гомер, сын Мандельштама», 2021, Москва, изд-во «Время»[3].
- «Фарватер» (одноименный роман, пьеса "Круженье под вальс к «Вальпургиевой ночи») 2014, Москва, изд-во ЭКСМО.
- «Инструменты» (роман) 2016, Москва, изд-во «Время».
- «Шакспер, Shakespeare, Шекспир» (Роман о том, как возникали шедевры) 2018, Москва, изд-во «Время».
- «Баку-Воронеж: не догонишь, документальная повесть. Молчание Сэлинджера или роман о влюбленных рыбках-бананках» 2019, Москва, изд-во «Время».
- "Доктор Фауст и его агентура" (роман). 2022, Москва, изд-во "Время".
- "Любви неправильные дроби" (повести, рассказы). 2023, Москва, изд-во "Флобериум"/"RUGRAM".
- "Голоса отовсюду" (продолжения великих романов). 2025, Москва, изд-во "Флобериум"/RUGRAM.

Книги Берколайко неоднократно номинировались на Литературную премию имени Александра Пятигорского: 2014 г. – «Гомер», 2017 г. — «Инструменты», 2019 г. — «Шакспер, Shakespeare, Шекспир».

### Некоторые журнальные и газетные публикации
- Марк Берколайко «Вика и Сава» (эссе), журн. «Литературный Азербайджан», № 2, 2020; Баку.[5].
- Марк Берколайко «Баку-Воронеж: не догонишь», журн. «Литературный Азербайджан», № 12, 2018; Баку.
- Марк Берколайко «Уверенность силы и самоуверенность бессилия», «Независимая газета», № 85, 1991; Москва.
- Марк Берколайко «Советы сумасшедшего», газ. «Воронежский курьер», 1991.
- Марк Берколайко «Заветы пораженца», газ. «Воронежский курьер», 2005; Воронеж

## Научные публикации
- Берколайко М. З., Руссман И. Б. О некоторых методах формирования и управления портфелем активов, журн. «Экономическая наука современной России», РАН, № 1-2; Москва, 2004.
- Берколайко М. З., Суворов А. В. Иммунизация детерминированных денежных потоков в условиях несовершенного рынка, журн. «Экономика и математические методы», РАН, т. 38, № 1; Москва, 2002.
- Берколайко М. З., Новиков И. Я. Базисы всплесков и линейные операторы в анизотропных пространствах Лизоркина-Трибеля, журн. «Труды Математического института РАН», т. 210; Москва, 1995.
- Берколайко М. З. Следы на произвольном координатном подпространстве функций из обобщенных пространств Соболева со смешанной нормой, журн. «Труды института математики Сибирского отделения АН СССР», т. 7, 9; Новосибирск, изд-во «Наука», 198
- Берколайко М. З. О некоторых подпространствах, журн. «Успехи математических наук», том XXVII, вып. 3, 1972.